# Лига чемпионов УЕФА 2024/2025. Квалификация
Эта статья содержит информацию о квалификационных раундах Лиги чемпионов УЕФА 2024/2025.
В рамках квалификации Лиги чемпионов пройдут два отдельных отборочных турнира. Первый — для чемпионов, которые не получили путёвку в общий этап напрямую через чемпионат. Второй — для команд, не являющихся чемпионами своих стран и не квалифицировавшихся напрямую в общий этап.
Команды, проигравшие в первом квалификационном раунде Лиги чемпионов, перейдут во второй (12 команд) и третий (2 команды) квалификационные раунды Лиги конференций, проигравшие во втором квалификационном раунде Лиги чемпионов перейдут в третий квалификационный раунд Лиги Европы, проигравшие в чемпионском пути третьего квалификационного раунда Лиги чемпионов — в квалификационный раунд плей-офф Лиги Европы, а проигравшие в квалификационном раунде плей-офф и в пути представителей лиг третьего квалификационного раунда Лиги чемпионов попадут в общий этап Лиги Европы.
При жеребьёвке каждого из раундов участвующие команды делятся на «сеяные» и «несеяные» в соответствии с их коэффициентами на конец сезона 2023/24.
Время указанно по CEST (UTC+2), в соответствии с правилами УЕФА (местное время, если отличается, указано в скобках).

## Календарь
Ниже представлено расписание квалификационного турнира.
| Раунд                           | Жеребьёвка     | Первый матч          | Ответный матч        |
| ------------------------------- | -------------- | -------------------- | -------------------- |
| Первый квалификационный раунд   | 18 июня 2024   | 9 и 10 июля 2024     | 16 и 17 июля 2024    |
| Второй квалификационный раунд   | 19 июня 2024   | 23 и 24 июля 2024    | 30 и 31 июля 2024    |
| Третий квалификационный раунд   | 22 июля 2024   | 6 и 7 августа 2024   | 13 августа 2024      |
| Квалификационный раунд плей-офф | 5 августа 2024 | 20 и 21 августа 2024 | 27 и 28 августа 2024 |

## Участники
| Клуб           | Коэф.          |
| Путь чемпионов | Путь чемпионов |
| -------------- | -------------- |
| Динамо Загреб  | 50.000         |
| Црвена Звезда  | 40.000         |
| Янг Бойз       | 34.500         |
| Галатасарай    | 31.500         |

| Клуб                    | Коэф.                   |
| Путь представителей лиг | Путь представителей лиг |
| ----------------------- | ----------------------- |
| Рейнджерс               | 63.000                  |
| Славия Прага            | 53.000                  |
| Ред Булл Зальцбург      | 50.000                  |
| Лилль                   | 47.000                  |
| Юнион Сент-Жиллуаз      | 27.000                  |
| Твенте                  | 12.260                  |

| Клуб                    | Коэф.          |
| Путь чемпионов          | Путь чемпионов |
| ----------------------- | -------------- |
| ПАОК                    | 37.000         |
| Маккаби Тель-Авив       | 35.500         |
| Ференцварош             | 35.000         |
| Карабах                 | 33.000         |
| Будё-Глимт              | 28.000         |
| Мидтьюлланн             | 25.500         |
| Спарта Прага            | 22.500         |
| Мальмё                  | 18.500         |
| АПОЭЛ                   | 14.500         |
| Ягеллония               | 5.075          |
| Путь представителей лиг |                |
| Фенербахче              | 36.000         |
| Динамо Киев             | 26.500         |
| Партизан                | 25.500         |
| Лугано                  | 8.000          |

| Клуб              | Коэф.          |
| Путь чемпионов    | Путь чемпионов |
| ----------------- | -------------- |
| Слован Братислава | 30.500         |
| Лудогорец         | 26.000         |
| ХИК               | 11.500         |
| Флора             | 11.000         |
| ФКСБ              | 10.500         |
| КИ Клаксвик       | 10.000         |
| Шемрок Роверс     | 9.500          |
| Линкольн Ред Импс | 9.000          |
| Нью-Сейнтс        | 8.500          |
| Пюник             | 8.000          |
| РФС               | 8.000          |
| Петрокуб          | 7.000          |
| Балкани           | 6.000          |
| Борац Баня-Лука   | 5.500          |
| Динамо Батуми     | 5.500          |
| Целе              | 4.500          |
| Хамрун Спартанс   | 4.500          |
| Ларн              | 4.500          |
| Динамо Минск      | 4.500          |
| Паневежис         | 4.000          |
| Ордабасы          | 4.000          |
| Викингур          | 4.000          |
| Струга            | 3.500          |
| Дифферданж 03     | 3.500          |
| Дечич             | 2.000          |
| Эгнатия           | 1.475          |
| УЭ Санта-Колома   | 1.199          |
| Виртус            | 0.366          |

## Первый квалификационный раунд
Жеребьёвка первого квалификационного раунда прошла 18 июня 2024 года. В первом квалификационном раунде сыграют 28 команд.

### Посев
При жеребьёвке в соответствии с таблицей клубных коэффициентов УЕФА сезона 2023/2024 команды были поделены на «сеяные» и «несеяные».
| Группа 1                                                                         | Группа 1                                                       | Группа 2                                          | Группа 2                                             | Группа 3                              | Группа 3                                           |
| Сеяные                                                                           | Несеяные                                                       | Сеяные                                            | Несеяные                                             | Сеяные                                | Несеяные                                           |
| -------------------------------------------------------------------------------- | -------------------------------------------------------------- | ------------------------------------------------- | ---------------------------------------------------- | ------------------------------------- | -------------------------------------------------- |
| - Слован Братислава - Линкольн Ред Импс - Нью-Сейнтс - Балкани - Борац Баня-Лука | - Хамрун Спартанс - Струга - Дечич - Эгнатия - УЭ Санта-Колома | - ХИК - Флора - КИ Клаксвик - Шемрок Роверс - РФС | - Целе - Ларн - Паневежис - Викингур - Дифферданж 03 | - Лудогорец - ФКСБ - Пюник - Петрокуб | - Динамо Батуми - Динамо Минск - Ордабасы - Виртус |

### Таблица
Победители матчей этого этапа вышли во второй квалификационный раунд (путь чемпионов). 12 из 14 проигравших команд вышли во второй квалификационный раунд Лиги конференций, а 2 проигравшие команды вышли в третий квалификационный раунд Лиги конференций.
| Команда 1         | Итог         | Команда 2         | 1-й матч | 2-й матч       |
| ----------------- | ------------ | ----------------- | -------- | -------------- |
| Слован Братислава | 6:3          | Струга            | 4:2      | 2:1            |
| Нью-Сейнтс        | 4:1          | Дечич             | 3:0      | 1:1            |
| Борац Баня-Лука   | 2:2 (4:1 п.) | Эгнатия           | 1:0      | 1:2 (доп. вр.) |
| Хамрун Спартанс   | 1:1 (4:5 п.) | Линкольн Ред Импс | 0:1      | 1:0 (доп. вр.) |
| УЭ Санта-Колома   | 3:3 (6:5 п.) | Балкани           | 1:2      | 2:1 (доп. вр.) |
| Флора             | 1:7          | Целе              | 0:5      | 1:2            |
| КИ Клаксвик       | 2:0          | Дифферданж 03     | 2:0      | 0:0            |
| Паневежис         | 4:1          | ХИК               | 3:0      | 1:1            |
| РФС               | 7:0          | Ларн              | 3:0      | 4:0            |
| Викингур          | 1:2          | Шемрок Роверс     | 0:0      | 1:2            |
| Виртус            | 1:11         | ФКСБ              | 1:7      | 0:4            |
| Лудогорец         | 3:2          | Динамо Батуми     | 3:1      | 0:1            |
| Ордабасы          | 0:1          | Петрокуб          | 0:0      | 0:1            |
| Динамо Минск      | 1:0          | Пюник             | 0:0      | 1:0            |

Примечания
1. 1 2  Проигравший по жребию получает пропуск в третий квалификационный раунд Лиги конференций.

### Матчи
| Слован Братислава                        | 4:2     | Струга                  |
| ---------------------------------------- | ------- | ----------------------- |
| - Вайсс 16′ - Мак 36′ - Куцка 85′, 90+1′ | (отчёт) | Ибраими 55′ (пен.), 74′ |

| Струга       | 1:2     | Слован Братислава                  |
| ------------ | ------- | ---------------------------------- |
| Компаоре 85′ | (отчёт) | - Вайсс 9′ - Ристевский 34′ (авт.) |

| Нью-Сейнтс                | 3:0     | Дечич |
| ------------------------- | ------- | ----- |
| - Янг 4′, 28′ - Дэвис 39′ | (отчёт) |       |

| Дечич      | 1:1     | Нью-Сейнтс     |
| ---------- | ------- | -------------- |
| Каевич 72′ | (отчёт) | Янг 43′ (пен.) |

| Борац Баня-Лука | 1:0     | Эгнатия |
| --------------- | ------- | ------- |
| Хрельжа 90+6′   | (отчёт) |         |

| Эгнатия                       | 2:1 (доп. вр.) | Борац Баня-Лука |
| ----------------------------- | -------------- | --------------- |
| - Ибрагимоглу 17′ - Дукуо 82′ | (отчёт)        | Лукич 30′       |
| Пенальти                      |                |                 |
|                               | 1:4            |                 |

| Хамрун Спартанс | 0:1     | Линкольн Ред Импс |
| --------------- | ------- | ----------------- |
|                 | (отчёт) | Бритто 37′        |

| Линкольн Ред Импс | 0:1 (доп. вр.) | Хамрун Спартанс |
| ----------------- | -------------- | --------------- |
|                   | (отчёт)        | Витао 89′       |
| Пенальти          |                |                 |
|                   | 5:4            |                 |

| УЭ Санта-Колома | 1:2     | Балкани                             |
| --------------- | ------- | ----------------------------------- |
| Эль Газуи 22′   | (отчёт) | - Эмерлаху 42′ (пен.) - Каррица 90′ |

| Балкани     | 1:2 (доп. вр.) | УЭ Санта-Колома                  |
| ----------- | -------------- | -------------------------------- |
| Хамиди 109′ | (отчёт)        | - Мохедано 90+2′ - Де Хесус 102′ |
| Пенальти    |                |                                  |
|             | 5:6            |                                  |

| Флора | 0:5     | Целе                                                                     |
| ----- | ------- | ------------------------------------------------------------------------ |
|       | (отчёт) | - Матко 7′ - Вуклишевич 10′ - Забуковник 45+1′ - Эронз 71′ - Светлин 90′ |

| Целе                               | 2:1     | Флора         |
| ---------------------------------- | ------- | ------------- |
| - Матко 73′ (пен.) - Карничник 76′ | (отчёт) | - Варьюнд 12′ |

| КИ Клаксвик                     | 2:0     | Дифферданж 03 |
| ------------------------------- | ------- | ------------- |
| Фредериксберг 12′, 45+1′ (пен.) | (отчёт) |               |

| Дифферданж 03 | 0:0     | КИ Клаксвик |
| ------------- | ------- | ----------- |
|               | (отчёт) |             |

| Паневежис                                     | 3:0     | ХИК |
| --------------------------------------------- | ------- | --- |
| - Велюлис 17′ - Горобцов 65′ (пен.) - Мбо 67′ | (отчёт) |     |

| ХИК       | 1:1     | Паневежис   |
| --------- | ------- | ----------- |
| Эрван 38′ | (отчёт) | Велюлис 45′ |

| РФС                                    | 3:0     | Ларн |
| -------------------------------------- | ------- | ---- |
| - Кигурс 30′ - Балодис 49′ - Панич 60′ | (отчёт) |      |

| Ларн | 0:4     | РФС                                                         |
| ---- | ------- | ----------------------------------------------------------- |
|      | (отчёт) | - Эмерсон 38′ - Лемаич 44′ - Икауниекс 45+3′ - Дьоманде 56′ |

| Викингур | 0:0     | Шемрок Роверс |
| -------- | ------- | ------------- |
|          | (отчёт) |               |

| Шемрок Роверс | 2:1     | Викингур   |
| ------------- | ------- | ---------- |
| Кенни 8′, 20′ | (отчёт) | Хансен 60′ |

| Виртус         | 1:7     | ФКСБ                                                             |
| -------------- | ------- | ---------------------------------------------------------------- |
| Баттистини 86′ | (отчёт) | - Олару 6′ (пен.), 11′, 37′ - Попа 22′, 27′ - Микулеску 70′, 73′ |

| ФКСБ                                           | 4:0     | Виртус |
| ---------------------------------------------- | ------- | ------ |
| - Белуцэ 20′ - Эджума 28′, 36′ - Микулеску 72′ | (отчёт) |        |

| Лудогорец                            | 3:1     | Динамо Батуми     |
| ------------------------------------ | ------- | ----------------- |
| - Текпетей 13′ - Рик 24′ - Витрю 72′ | (отчёт) | - Мамучашвили 62′ |

| Динамо Батуми  | 1:0     | Лудогорец |
| -------------- | ------- | --------- |
| Мамучашвили 3′ | (отчёт) |           |

| Ордабасы | 0:0     | Петрокуб |
| -------- | ------- | -------- |
|          | (отчёт) |          |

| Петрокуб    | 1:0     | Ордабасы |
| ----------- | ------- | -------- |
| - Лунгу 34′ | (отчёт) |          |

| Динамо Минск | 0:0     | Пюник |
| ------------ | ------- | ----- |
|              | (отчёт) |       |

| Пюник | 0:1     | Динамо Минск          |
| ----- | ------- | --------------------- |
|       | (отчёт) | Гаврилович 90′ (пен.) |

## Второй квалификационный раунд
Жеребьёвка второго квалификационного раунда прошла 19 июня 2024 года. Во втором квалификационном раунде сыграют 28 команд. Они будут разделены на два «пути»:
- Путь чемпионов (24 команды): 10 команд начнут участие в квалификации с этого раунда, ещё 14 команд составят победители первого квалификационного раунда.
- Путь лиг (4 команд): 4 команд начнут участие в квалификации с этого раунда.

### Посев
При жеребьёвке в соответствии с таблицей клубных коэффициентов УЕФА сезона 2023/2024 команды будут поделены на «сеяные» и «несеяные». Для победителей первого квалификационного раунда, которые не будут известны на момент проведения жеребьёвки, используется клубный коэффициент команды, имеющей наивысший рейтинг в своей паре.
| Группа 1                                 | Группа 1                                                 | Группа 2                                           | Группа 2                                              | Группа 3                                                      | Группа 3                                      |
| Сеяные                                   | Несеяные                                                 | Сеяные                                             | Несеяные                                              | Сеяные                                                        | Несеяные                                      |
| ---------------------------------------- | -------------------------------------------------------- | -------------------------------------------------- | ----------------------------------------------------- | ------------------------------------------------------------- | --------------------------------------------- |
| - ПАОК - Ференцварош - Лудогорец - АПОЭЛ | - Нью-Сейнтс - Динамо Минск - Петрокуб - Борац Баня-Лука | - Будё-Глимт - Мидтьюлланн - Спарта Прага - Мальмё | - КИ Клаксвик - Шемрок Роверс - РФС - УЭ Санта-Колома | - Маккаби Тель-Авив - Карабах - Слован Братислава - Паневежис | - Целе - ФКСБ - Линкольн Ред Импс - Ягеллония |

Примечания
1. 1 2 3 4 5 6 7 8 9 10 11 12 13 14  Команда, победившая в первом квалификационном раунде Лиги чемпионов (путь чемпионов), которая не известна на момент жеребьёвки.

| Сеяные                     | Несеяные            |
| -------------------------- | ------------------- |
| - Фенербахче - Динамо Киев | - Партизан - Лугано |

Победители матчей этого этапа выйдут в третий квалификационный раунд соответствующего пути. Проигравшие команды выйдут в третий квалификационный раунд Лиги Европы.

### Таблица
Первые матчи прошли 23 и 24 июля, ответные — 30 и 31 июля 2024 года
Победители вышли в третий квалификационный раунд Лиги чемпионов. Проигравшие попали в третий квалификационный раунд Лиги Европы.
| Команда 1         | Итог | Команда 2         | 1-й матч | 2-й матч |
| ----------------- | ---- | ----------------- | -------- | -------- |
| Лудогорец         | 2:1  | Динамо Минск      | 2:0      | 0:1      |
| АПОЭЛ             | 2:1  | Петрокуб          | 1:0      | 1:1      |
| Ференцварош       | 7:1  | Нью-Сейнтс        | 5:0      | 2:1      |
| ПАОК              | 4:2  | Борац Баня-Лука   | 3:2      | 1:0      |
| Будё-Глимт        | 7:1  | РФС               | 4:0      | 3:1      |
| Мальмё            | 6:4  | КИ Клаксвик       | 4:1      | 2:3      |
| Шемрок Роверс     | 2:6  | Спарта Прага      | 0:2      | 2:4      |
| УЭ Санта-Колома   | 0:4  | Мидтьюлланн       | 0:3      | 0:1      |
| Целе              | 1:6  | Слован Братислава | 1:1      | 0:5      |
| Паневежис         | 1:7  | Ягеллония         | 0:4      | 1:3      |
| Линкольн Ред Импс | 0:7  | Карабах           | 0:2      | 0:5      |
| ФКСБ              | 2:1  | Маккаби Тель-Авив | 1:1      | 1:0      |

| Команда 1   | Итог | Команда 2  | 1-й матч | 2-й матч |
| ----------- | ---- | ---------- | -------- | -------- |
| Лугано      | 4:6  | Фенербахче | 3:4      | 1:2      |
| Динамо Киев | 9:2  | Партизан   | 6:2      | 3:0      |

### Матчи

#### Путь чемпионов
| Лудогорец                            | 2:0     | Динамо Минск |
| ------------------------------------ | ------- | ------------ |
| - Текпетей 9′ - Неделев 45+1′ (пен.) | (отчёт) |              |

| Динамо Минск | 1:0     | Лудогорец |
| ------------ | ------- | --------- |
| Бахар 37′    | (отчёт) |           |

| АПОЭЛ                | 1:0     | Петрокуб |
| -------------------- | ------- | -------- |
| Маркиньос 38′ (пен.) | (отчёт) |          |

| Петрокуб    | 1:1     | АПОЭЛ         |
| ----------- | ------- | ------------- |
| Плэтикэ 60′ | (отчёт) | Маркиньос 65′ |

| Ференцварош                                                     | 5:0     | Нью-Сейнтс |
| --------------------------------------------------------------- | ------- | ---------- |
| - Траоре 15′, 21′, 54′ - Закариассен 24′ - Маркиньос 62′ (пен.) | (отчёт) |            |

| Нью-Сейнтс    | 1:2     | Ференцварош                            |
| ------------- | ------- | -------------------------------------- |
| Даниэлс 90+1′ | (отчёт) | - Закариассен 43′ - Ромменс 62′ (пен.) |

| ПАОК                                     | 3:2     | Борац Баня-Лука                     |
| ---------------------------------------- | ------- | ----------------------------------- |
| - Кулиеракис 17′, 39′ - Троост-Эконг 51′ | (отчёт) | - Эррера 22′ (пен.) - Кулашин 45+3′ |

| Борац Баня-Лука | 0:1     | ПАОК     |
| --------------- | ------- | -------- |
|                 | (отчёт) | Мург 25′ |

| Будё-Глимт                                         | 4:0     | РФС |
| -------------------------------------------------- | ------- | --- |
| - Миккельсен 2′, 76′ - Салтнес 18′ - Капскармо 40′ | (отчёт) |     |

| РФС           | 1:3     | Будё-Глимт                                 |
| ------------- | ------- | ------------------------------------------ |
| Икауниекс 14′ | (отчёт) | - Хауге 40′ (пен.) - Салтнес 82′ - Хег 88′ |

| Мальмё                                   | 4:1     | КИ Клаксвик       |
| ---------------------------------------- | ------- | ----------------- |
| - Йонсен 21′, 43′ - Болин 37′ - Рикс 85′ | (отчёт) | Фредериксберг 71′ |

| КИ Клаксвик                               | 3:2     | Мальмё                               |
| ----------------------------------------- | ------- | ------------------------------------ |
| - Бернтссон 2′ - Фредериксберг 65′, 90+5′ | (отчёт) | - Болин 13′ - Кристиансен 59′ (пен.) |

| Шемрок Роверс | 0:2     | Спарта Прага                   |
| ------------- | ------- | ------------------------------ |
|               | (отчёт) | - Бирманчевич 38′ - Визнер 38′ |

| Спарта Прага                                         | 4:2     | Шемрок Роверс |
| ---------------------------------------------------- | ------- | ------------- |
| - Олатунджи 29′ - Росс 41′ - Сёренсен 48′ - Тучи 71′ | (отчёт) | Грин 32′, 47′ |

| УЭ Санта-Колома | 0:3     | Мидтьюлланн                       |
| --------------- | ------- | --------------------------------- |
|                 | (отчёт) | - Джу 12′ - Диао 28′ - Шимшир 63′ |

| Мидтьюлланн | 1:0     | УЭ Санта-Колома |
| ----------- | ------- | --------------- |
| Осорио 72′  | (отчёт) |                 |

| Целе         | 1:1     | Слован Братислава |
| ------------ | ------- | ----------------- |
| Бобичанец 7′ | (отчёт) | Стрелец 11′       |

| Слован Братислава                                       | 5:0     | Целе |
| ------------------------------------------------------- | ------- | ---- |
| - Толич 17′ - Стрелец 30′, 72′ - Мак 60′ - Барсегян 75′ | (отчёт) |      |

| Паневежис | 0:4     | Ягеллония                         |
| --------- | ------- | --------------------------------- |
|           | (отчёт) | - Имас 15′, 28′, 29′ - Хансен 80′ |

| Ягеллония                                           | 3:1     | Паневежис     |
| --------------------------------------------------- | ------- | ------------- |
| - Пулулу 12′ (пен.), 69′ (пен.) - Бенета 84′ (авт.) | (отчёт) | - Гуссиос 88′ |

| Линкольн Ред Импс | 0:2     | Карабах                        |
| ----------------- | ------- | ------------------------------ |
|                   | (отчёт) | - Жуниньо 45+2′ - Байрамов 75′ |

| Карабах                                            | 5:0     | Линкольн Ред Импс |
| -------------------------------------------------- | ------- | ----------------- |
| - Жуниньо 17′, 31′, 44′ - Бензья 66′ - Андраде 72′ | (отчёт) |                   |

| ФКСБ     | 1:1     | Маккаби Тель-Авив |
| -------- | ------- | ----------------- |
| Дава 76′ | (отчёт) | Битон 71′         |

| Маккаби Тель-Авив | 0:1     | ФКСБ       |
| ----------------- | ------- | ---------- |
|                   | (отчёт) | Баетен 90′ |

#### Путь  представителей лиг
| Лугано                                         | 3:4     | Фенербахче                                    |
| ---------------------------------------------- | ------- | --------------------------------------------- |
| - Эль-Вафи 4′ - Бислими 64′ - Валенсуэла 90+4′ | (отчёт) | - Джеко 45+1′ (пен.), 46′, 67′ - Кадиоглу 74′ |

| Фенербахче                     | 2:1     | Лугано    |
| ------------------------------ | ------- | --------- |
| - Джеко 59′ - Шиманьский 90+3′ | (отчёт) | Махмуд 7′ |

| Динамо Киев                                                                              | 6:2     | Партизан                 |
| ---------------------------------------------------------------------------------------- | ------- | ------------------------ |
| - Шапаренко 40′ - Бражко 43′ - Караваев 45+1′ - Кабаев 55′ - Попов 83′ - Пихалёнок 90+2′ | (отчёт) | Салданья 22′ (пен.), 66′ |

| Партизан | 0:3     | Динамо Киев                                         |
| -------- | ------- | --------------------------------------------------- |
|          | (отчёт) | - Ярмоленко 17′ - Ванат 68′ (пен.) - Караваев 90+3′ |

## Третий квалификационный раунд
Жеребьёвка третьего квалификационного раунда прошла 22 июля 2024 года. В третьем квалификационном раунде сыграют 20 команд. Они будут разделены на два «пути»:
- Путь чемпионов (12 команд): 12 победителей второго квалификационного раунда (путь чемпионов).
- Путь лиг (8 команд): 6 команд начнут участие в квалификации с этого раунда, ещё 2 команды составят победители второго квалификационного раунда (путь лиг).

### Посев
При жеребьёвке в соответствии с таблицей клубных коэффициентов УЕФА сезона 2023/2024 команды будут поделены на «сеяные» и «несеяные». Для победителей второго квалификационного раунда, которые не будут известны на момент проведения жеребьёвки, используется клубный коэффициент команды, имеющей наивысший рейтинг в своей паре.
| Группа 1                             | Группа 1                           | Группа 2                          | Группа 2                           |
| Сеяные                               | Несеяные                           | Сеяные                            | Несеяные                           |
| ------------------------------------ | ---------------------------------- | --------------------------------- | ---------------------------------- |
| - ФКСБ - Карабах - Слован Братислава | - Лудогорец - Спарта Прага - АПОЭЛ | - ПАОК - Ференцварош - Будё-Глимт | - Мидтьюлланн - Мальмё - Ягеллония |

Примечания
1. 1 2 3 4 5 6 7 8 9 10 11 12  Команда, победившая во втором квалификационном раунде Лиги чемпионов (путь чемпионов), которая не известна на момент жеребьёвки.

| Сеяные                                                  | Несеяные                                                 |
| ------------------------------------------------------- | -------------------------------------------------------- |
| - Рейнджерс - Славия Прага - Ред Булл Зальцбург - Лилль | - Фенербахче - Юнион Сент-Жиллуаз - Динамо Киев - Твенте |

Примечания
1. 1 2  Команда, победившая во втором квалификационном раунде Лиги чемпионов (путь лиг), которая не известна на момент жеребьёвки.

### Таблица
Победители матчей этого этапа вышли в квалификационный раунд плей-офф соответствующего пути. Проигравшие команды пути чемпионов вышли в квалификационный раунд плей-офф Лиги Европы.
| Команда 1         | Итог | Команда 2   | 1-й матч | 2-й матч       |
| ----------------- | ---- | ----------- | -------- | -------------- |
| Карабах           | 8:4  | Лудогорец   | 1:2      | 7:2 (доп. вр.) |
| Слован Братислава | 2:0  | АПОЭЛ       | 2:0      | 0:0            |
| Спарта Прага      | 4:3  | ФКСБ        | 1:1      | 3:2            |
| Мальмё            | 6:5  | ПАОК        | 2:2      | 4:3 (доп. вр.) |
| Мидтьюлланн       | 3:1  | Ференцварош | 2:0      | 1:1            |
| Ягеллония         | 1:5  | Будё-Глимт  | 0:1      | 1:4            |

| Команда 1          | Итог | Команда 2          | 1-й матч | 2-й матч       |
| ------------------ | ---- | ------------------ | -------- | -------------- |
| Славия Прага       | 4:1  | Юнион Сент-Жиллуаз | 3:1      | 1:0            |
| Лилль              | 3:2  | Фенербахче         | 2:1      | 1:1 (доп. вр.) |
| Динамо Киев        | 3:1  | Рейнджерс          | 1:1      | 2:0            |
| Ред Булл Зальцбург | 5:4  | Твенте             | 2:1      | 3:3            |

### Матчи

#### Путь чемпионов
| Карабах     | 1:2     | Лудогорец                 |
| ----------- | ------- | ------------------------- |
| Жуниньо 65′ | (отчёт) | - Алмейда 56′ - Видал 87′ |

| Лудогорец           | 2:7 (доп. вр.) | Карабах                                                                                     |
| ------------------- | -------------- | ------------------------------------------------------------------------------------------- |
| Дуа 13′, 23′ (пен.) | (отчёт)        | - Жуниньо 7′ - Бензья 45+1′ (пен.), 118′ - Андраде 45+5′, 112′ - Байрамов 93′ - Джиджа 111′ |

| Слован Братислава                 | 2:0     | АПОЭЛ |
| --------------------------------- | ------- | ----- |
| - Петрович 74′ (авт.) - Мак 90+3′ | (отчёт) |       |

| АПОЭЛ | 0:0     | Слован Братислава |
| ----- | ------- | ----------------- |
|       | (отчёт) |                   |

| Спарта Прага | 1:1     | ФКСБ |
| ------------ | ------- | ---- |
|              | (отчёт) |      |

| ФКСБ | 2:3     | Спарта Прага |
| ---- | ------- | ------------ |
|      | (отчёт) |              |

## Квалификационный раунд плей-офф
Жеребьёвка квалификационного раунда плей-офф прошла 5 августа 2024 года. В квалификационном раунде плей-офф сыграют 14 команд. Они будут разделены на два «пути»:
- Путь чемпионов (10 команд): 4 команды начнут участие в квалификации с этого раунда, 6 команд составят победители третьего квалификационного раунда (путь чемпионов).
- Путь лиг (4 команды): 4 победителя третьего квалификационного раунда (путь лиг).

При жеребьёвке в соответствии с таблицей клубных коэффициентов УЕФА сезона 2023/2024 команды будут поделены на «сеяные» и «несеяные». Для победителей третьего квалификационного раунда, которые не будут известны на момент проведения жеребьёвки, используется клубный коэффициент команды, имеющей наивысший рейтинг в своей паре.
| Сеяные                                                            | Несеяные                                                                |
| ----------------------------------------------------------------- | ----------------------------------------------------------------------- |
| - Динамо Загреб - Црвена Звезда - Мальмё - Мидтьюлланн - Янг Бойз | - Карабах - Галатасарай - Слован Братислава - Будё-Глимт - Спарта Прага |

Примечания
1. 1 2 3 4 5 6  Команда, победившая в третьем квалификационном раунде Лиги чемпионов (путь чемпионов), которая не известна на момент жеребьёвки.

| Сеяные                                                                           | Несеяные                                                                           |
| -------------------------------------------------------------------------------- | ---------------------------------------------------------------------------------- |
| - Победитель пары с участием Рейнджерс - Победитель пары с участием Славия Прага | - Победитель пары с участием Ред Булл Зальцбург - Победитель пары с участием Лилль |

Примечания
1. 1 2 3 4  Команда, победившая в третьем квалификационном раунде Лиги чемпионов (путь лиг), которая не известна на момент жеребьёвки.

### Таблица
Первые матчи прошли 20 и 21 августа, ответные — 27 и 28 августа 2024 года.
Победители матчей этого этапа вышли в общий этап Лиги чемпионов. Проигравшие команды вышли в общий этап Лиги Европы.
| Команда 1     | Итог | Команда 2         | 1-й матч | 2-й матч |
| ------------- | ---- | ----------------- | -------- | -------- |
| Янг Бойз      | 4:2  | Галатасарай       | 3:2      | 1:0      |
| Динамо Загреб | 5:0  | Карабах           | 3:0      | 2:0      |
| Мидтьюлланн   | 3:4  | Слован Братислава | 1:1      | 2:3      |
| Будё-Глимт    | 2:3  | Црвена Звезда     | 2:1      | 0:2      |
| Мальмё        | 0:4  | Спарта Прага      | 0:2      | 0:2      |

| Команда 1   | Итог | Команда 2          | 1-й матч | 2-й матч |
| ----------- | ---- | ------------------ | -------- | -------- |
| Лилль       | 3:2  | Славия Прага       | 2:0      | 1:2      |
| Динамо Киев | 1:3  | Ред Булл Зальцбург | 0:2      | 1:1      |